# Englische Badmintonmeisterschaft 1978
Die Englische Badmintonmeisterschaft 1978 fand bereits vom 8. bis zum 11. Dezember 1977 im Coventry S.C. in Coventry statt.

## Finalergebnisse
| Disziplin    | Sieger                    | Finalist                    | Ergebnis     |
| ------------ | ------------------------- | --------------------------- | ------------ |
| Herreneinzel | Derek Talbot              | Michael Wilks               | 15-7, 15-4   |
| Dameneinzel  | Gillian Gilks             | Nora Perry                  | 11-0, 11-6   |
| Herrendoppel | Ray Stevens Mike Tredgett | David Eddy Elliot Stuart    | 15-11, 15-10 |
| Damendoppel  | Nora Perry Anne Statt     | Jane Webster Barbara Sutton | 15-4, 15-1   |
| Mixed        | Mike Tredgett Nora Perry  | Elliot Stuart Gillian Gilks | 15-11, 15-8  |